# Aeonium stuessyi
Aeonium stuessyi är en fetbladsväxtart som beskrevs av H.Y. Liu. Aeonium stuessyi ingår i släktet Aeonium och familjen fetbladsväxter. Inga underarter finns listade i Catalogue of Life.